# Чемпионат Дагестана по футболу
Чемпионат Республики Дагестан по футболу — соревнование среди любительских команд в Дагестане. Футбольный турнир проводится Федерацией футбола Дагестана. Впервые розыгрыш футбольного чемпионата на территории Дагестана был проведён в 1936 году. Первым победителем стал махачкалинский «Темп». Наиболее титулованный клуб в истории турнира — каспийский «Труд» — побеждавший 13 раз. Действующим победителем чемпионата является «Леки» из села Магарамкент.
С 2011 года турнир проводится по системе «весна—осень». В 2015 году заявочный сбор для клубов для участия в чемпионате составлял 30 тысяч рублей. Участниками турнира сезона 2022 года были 11 команд.

## Чемпионат Дагестанской АССР
Победителями чемпионатов Дагестанской АССР среди клубов КФК и любительских команд становились:
- 1936 — «Темп» Махачкала
- 1937 — «Динамо» Махачкала
- 1938 — «Динамо» Махачкала
- 1939 — «Динамо» Махачкала
- 1940 — «Динамо» Махачкала
- 1946 — «Динамо» Махачкала
- 1947 — «команда капитана Шмоничева» Махачкала
- 1948 — «Старт» Махачкала
- 1949 — «Старт» Махачкала
- 1950 — «Старт» Махачкала
- 1951 — «Звезда» Махачкала
- 1952 — «Пищевик» Буйнакск
- 1953 — «Динамо» Махачкала
- 1954 — «Динамо» Махачкала
- 1955 — «Спартак» Дербент
- 1956 — Сборная Махачкалы
- 1957 — «Динамо» Махачкала
- 1958 — «Консервный комбинат» Дербент
- 1960 — «Труд» Каспийск
- 1961 — «Урожай» Дербент
- 1962 — «Труд» Каспийск
- 1963 — «Труд» Каспийск
- 1964 — «Труд» Каспийск
- 1965 — «Труд» Каспийск
- 1966 — «Дагэлектромаш» Махачкала
- 1967 — «Труд» Каспийск
- 1968 — «Труд» Хасавюрт
- 1970 — «Труд» Каспийск
- 1971 — «Труд» Каспийск
- 1972 — «Труд» Каспийск
- 1973 — «Луч» Махачкала
- 1974 — «Труд» Каспийск
- 1975 — «Труд» Каспийск
- 1976 — «Труд» Каспийск
- 1977 — «Труд» Каспийск
- 1978 — «Булат» Буйнакск
- 1979 — «Заря» Каспийск
- 1980 — «Заря» Каспийск
- 1981 — «Заря» Каспийск
- 1982 — «Заря» Каспийск
- 1983 — «Автомобилист» Махачкала
- 1984 — «Терек» Кизляр
- 1985 — «Сепаратор» Махачкала
- 1989 — «Сокол» Махачкала
- 1990 — «Каспий» Каспийск
- 1991 — «Анжи» Махачкала

### Чемпионат Республики Дагестан
Победителями чемпионатов Республики Дагестан любительских команд становились:
| Сезон   | Первое место                                  | Второе место                               | Третье место                                            |
| 1992    | «Спартак» Хасавюрт                            | «Параул» Махачкала                         | «Заря» Костек (Хасавюртовский район)                    |
| 1993    | «Булат» Буйнакск                              | «Спартак» Хасавюрт                         | «Алпан» Гилъяр (Магарамкентский район)                  |
| 1994    | «Спартак» Хасавюрт                            | «Судостроитель» Махачкала                  | «Автомобилист» Кизилюрт                                 |
| 1995    | «Сарыкум» Коркмаскала (Кутормкалинский район) | «Спартак» Хасавюрт                         | «Темирхан-Шура» Буйнакск                                |
| 1996    | «Спартак» Хасавюрт                            | «Дагэлектроавтомат-Сулак» Кизилюрт         | «Судостроитель» Махачкала                               |
| 1997    | «Судостроитель» Махачкала                     | «Спартак» Хасавюрт                         | «Огни» Дагестанские Огни                                |
| 1998    | «Автодор» Махачкала                           | ДЗИВ Дербент                               | «Дагэлектроавтомат-Сулак» Кизилюрт                      |
| 1999    | «Автодор» Махачкала                           | «Судостроитель» Махачкала                  | «Авиатор-Каспий» Каспийск                               |
| 2000    | «Изербаш» Изербаш                             | «Темирхан-Шура» Буйнакск                   | «Виноградарь» Дербентский район                         |
| 2001    | СКА «Темирхан-Шура» Буйнакск                  | «Сана» Новый Костек (Хасавюртовский район) | «Динамо-2» Избербаш                                     |
| 2002    | СДЮШОР им Умаханова Хасавюрт                  | «Нефтяник-Судостроитель» Махачкала         | «Темирхан-Шура-Буглен» Буглен (Буйнакский район)        |
| 2003    | «Газпром-Бекенез» Карабудахкент               | «ФК Хасавюрт им Умаханова» Хасавюрт        | «Гумбет-Новолак» Новочуртах (Новолакский район)         |
| 2004    | РСДЮШОР им Умаханова Хасавюрт                 | «Судостроитель» Махачкала                  | ФК «Избербаш»                                           |
| 2005    | «Мекеги» Избербаш                             | «Автомобилист» Кизилюрт                    | «Судостроитель» Махачкала                               |
| 2006    | «Сана» Новый Костек (Хасавюртовский район)    |                                            |                                                         |
| 2007    | «Леки» Магарамкент                            | «Темирхан-Шура» Буйнакск                   | «Сокол-Авиагрегат» Махачкала                            |
| 2008    | «Фортуна» Махачкала                           | ФК «Хасавюрт»                              | «Киргу» Махачкала                                       |
| 2009    | «Фортуна» Кизлярский район                    | «Сана» Новый Костек (Хасавюртовский район) | «Дагестан-Киргу» Махачкала                              |
| 2010    | «Даймокх» Хасавюрт                            | ФК «Хасавюрт»                              | «Судостроитель-Динамо» Махачкала                        |
| 2011    | «Леки» Магарамкент                            | «Даймокх» Хасавюрт                         | «Фериде» Дербент                                        |
| 2011/12 | «Леки» Магарамкент                            | «Даймокх» Хасавюрт                         | ФК «Махачкала»                                          |
| 2013    | «Судостроитель» Махачкала                     | «Леки» Магарамкент                         | ФК «Хасавюрт»                                           |
| 2014    | «Судостроитель» Махачкала                     | «Темирхан-Шура» Буйнакск                   | «Ахцах» Ахты                                            |
| 2015    | «Леки» Магарамкент                            | «Судостроитель» Махачкала                  | АСК им.Джарулаева Ашага-Стал (Сулейман-Стальский район) |
| 2016    | «Леки» Магарамкент                            | ФК «Хасавюрт»                              | «Легион-Судостроитель» Махачкала                        |
| 2017    | «Леки» Магарамкент                            | ФК «Хасавюрт»                              | «УОР» Каспийск                                          |
| 2018    | ФК «Хасавюрт»                                 | «Дагдизель-УОР» Каспийск                   | «Судостроитель» Махачкала                               |
| 2019    | «Хасавюртовский район» Новый Костек           | «Дагдизель-УОР» Каспийск                   | ФК «Хасавюрт»                                           |
| 2020    | ФК «Хасавюрт»                                 | «Хасавюртовский район» Новый Костек        | «Дагдизель-УОР» Каспийск                                |
| 2021    | «Хасавюртовский район» Новый Костек           | «Судостроитель-Динамо» Махачкала           | ФК «Хасавюрт»                                           |
| 2022    | «Леки» Магарамкент                            | «Хасавюртовский район» Новый Костек        | «Судостроитель-Динамо» Махачкала                        |
| 2023    | «Леки» Магарамкент                            | «Темирхан-Шура» Буйнакск                   | «Хасавюртовский район» Новый Костек                     |
| 2024/25 | «Хасавюртовский район» Новый Костек           | «Леки» Магарамкент                         | ГБУ РДЮСШ СССР Махачкала                                |